# Umowa w sprawie długów niemieckich

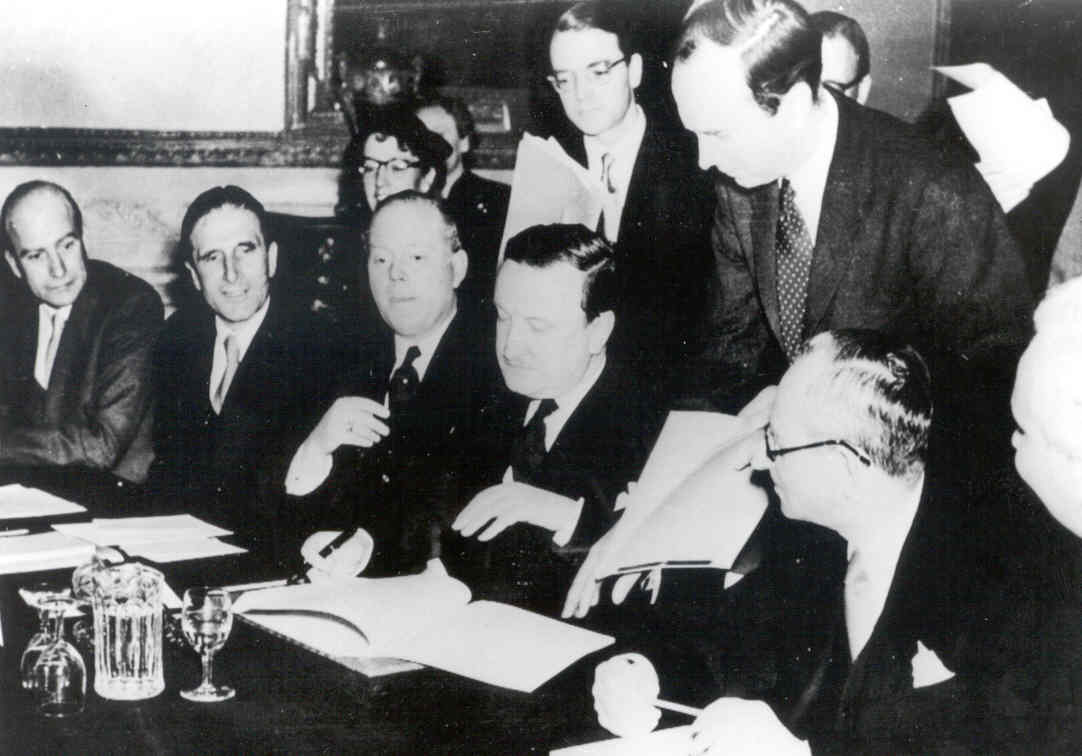
Podpisanie umowy 27 lutego 1953 r.

Umowa w sprawie długów niemieckich (tzw. umowa londyńska, ang. Agreement on German External Debts) – umowa o uregulowaniu niemieckich długów zagranicznych z 27 lutego 1953 r. Dotyczyła ona kwestii spłaty niemieckich długów zagranicznych, które pochodziły z okresu sprzed 8 maja 1945 r. Stronami umowy była NRF oraz 33 państwa alianckie.
W ramach umowy londyńskiej Republika Federalna Niemiec wzięła na siebie część zobowiązań płatniczych III Rzeszy z okresu przed agresją na Polskę w 1939 r. W zamian wszystkie roszczenia wierzycieli, tj. państw, które ucierpiały w wyniku wojny i okupacji niemieckiej, zostały przełożone do momentu ostatecznego rozliczenia reparacji. Z uwagi na fakt, że nie mogło ono nastąpić przed ostatecznym rozliczeniem pokojowym, co miało nastąpić w momencie zjednoczenia Niemiec, tzw. zimna wojna spowodowała dalsze odłożenie w czasie rozliczenia reparacji.